# Путимец
Путимец — река в Орловском районе Орловской области. Исток реки находится у западной окраины деревни Нестерово, на отметке высоты 218 м, река течёт в восточном направлении, впадает 27 км по левому берегу реки Рыбницы, восточнее деревни Голохвастово, на отметке высоты 164 м. Длина реки составляет 11 км.

## Данные водного реестра
По данным государственного водного реестра России относится к Окскому бассейновому округу, водохозяйственный участок реки — Ока от истока до города Орёл, речной подбассейн реки — бассейны притоков Оки до впадения Мокши. Речной бассейн реки — Ока.
Код объекта в государственном водном реестре — 09010100112110000017906.